# Джина Ніланд
Джина Ніланд (нар. 22 вересня 1972) — колишня ірландська тенісистка.
Найвищу одиночну позицію світового рейтингу — 470 місце досягла 6 липня 1992, парну — 436 місце — 8 квітня 1991 року.
Здобула 2 парні титули туру ITF.

## Фінали ITF

### Одиночний розряд (0-2)
| Результат | Ранг | Дата           | Турнір                  | Покриття | Суперниця      | Рахунок  |
| --------- | ---- | -------------- | ----------------------- | -------- | -------------- | -------- |
| Поразка   | 1.   | 2 грудня 1990  | Bachdjerrah, Алжир      | Ґрунт    | Ева Гаслінґейс | 0–6, 6–7 |
| Поразка   | 2.   | 8 березня 1992 | Рамат-га-Шарон, Ізраїль | Тверде   | Галя Ангелова  | 4–6, 5–7 |

### Парний розряд (2-1)
| Результат | Ранг | Дата             | Турнір           | Покриття   | Партнерка       | Суперниці                       | Рахунок  |
| --------- | ---- | ---------------- | ---------------- | ---------- | --------------- | ------------------------------- | -------- |
| Перемога  | 1.   | 4 листопада 1990 | Мекнес, Марокко  | Ґрунт      | Сіобан Ніколсон | Барбара Колле Julie Foillard    | 7–5, 6–3 |
| Поразка   | 2.   | 11 травня 1992   | Дублін, Ірландія | Тверде (i) | Сіобан Ніколсон | Лусі Ал Джулі Салмон            | 5–7, 5–7 |
| Перемога  | 2.   | 13 травня 1996   | Тортоса, Іспанія | Ґрунт      | Ana Gaspar      | Йоланда Клемот Ана Салас Лосано | 6–4, 6–2 |